# Neobisium auberti
Espèce
Neobisium auberti est une espèce de pseudoscorpions de la famille des Neobisiidae.

## Distribution
Cette espèce est endémique d'Auvergne-Rhône-Alpes en France. Elle se rencontre dans la Drôme à Pradelle dans la grotte des Sadoux.

## Étymologie
Cette espèce est nommée en l'honneur de Bernard Aubert.

## Publication originale
- Leclerc, 1982 : Une nouvelle espèce de Pseudoscorpion cavernicole de la Drôme: Neobisium (Blothrus) auberti (Pseudoscorpions, Arachnides). Revue Arachnologique, vol. 4, p. 39-45.